# 槇山次郎
槇山 次郎（まきやま じろう、1896年10月16日 - 1986年12月5日）は、日本の古生物学者・地質学者・貝類学者。日本貝類学会名誉会長。日本古生物学会元会長、日本地質学会元会長。
ナウマンゾウを記載したことで知られる。

## 略歴

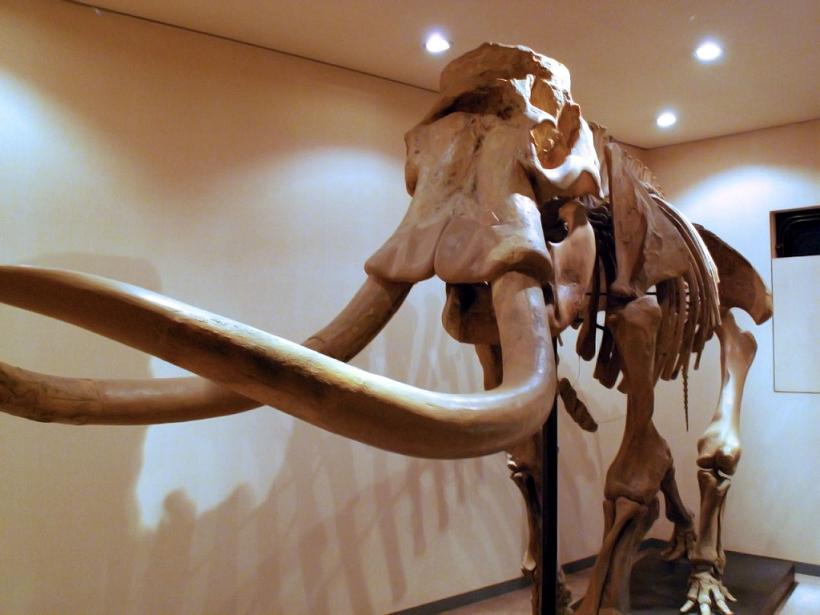
ナウマンゾウの骨格模型

1896年、秋田県に生まれる。札幌を経て東京に転居。
1909年に東京高等師範学校附属小学校（現：筑波大学附属小学校）、1914年に東京高等師範学校附属中学校（現：筑波大学附属中学校・高等学校）を卒業。第二高等学校（現：東北大学）を経て東京帝国大学に進学、横山又次郎などに師事して地質学を専攻した。
1920年に同大卒業後、大学院に進学。しかし同年、京都帝国大学に理学部地質学鉱物学教室が新設され、翌年の1921年から同教室の講師に就任した。1923年には同大で助教授になった。1924年には、浜名湖（静岡県）付近で発見された化石を、新種（発表当時は新亜種）のゾウとして記載を行い、和名をナウマンゾウとした。
1927-1929年にかけてイギリス、オーストリアに留学、大英博物館などに収蔵されている日本産貝類の研究を行った。1928年には日本貝類学会の設立者の一人として同学会を立ち上げ、実質的な会長の役割を務めた（なお1937年からは正式に同学会の初代会長に就任し、1948年まで会長の座に付いていた）。
帰国後、1930年に京都大学教授に就任、翌年の1931年に理学博士を取得した。1941-1942年に日本古生物学会会長、1946-1947年に日本地質学会会長を歴任。1959年に京都大学を定年退職するまでに、地質学、層序学、古生物学などの分野で研究結果を発表し、多数の門下生を輩出したとされる。
退職後は京都大学名誉教授となったほか、帝国石油株式会社顧問、同志社大学講師、帝塚山大学名誉教授を歴任。80歳の頃に帝塚山大学名誉教授を退職し、研究の傍ら、趣味のスケートなどに取り組んでいた。なおスケートでは国際審判も務めた経験があり、日本スケート連盟名誉審判員としても名を連ねた。
1986年12月5日、京都市の自宅で90歳で死亡。葬儀は京都市中京区の長徳寺で行われ、親族や知人、門下生らが参列した。生涯に16冊の著書を刊行したほか、発表した論文は100編以上を数える。

## 研究
少年期を東京で過ごした槇山は、川辺の土から貝殻を探したり、田畑の土から木のリグナイトを掘り出して遊んでいたといい、これが研究の原点であったと語っている。
槇山が東京大学で地質学を専攻している1920年代には、横山又次郎（槇山の指導教員）と矢部長克らが、第四紀の地層から出土する貝化石から推定される日本の気候についての論争を繰り広げていた。これを身近に聞いていた槇山は、新生代の地質や貝化石について関心を高め、1940年頃までは第三紀から第四紀の貝化石についての研究を中心に行った。卒業論文のテーマは、横山や中村新太郎らが研究を進めていた常磐炭田の地質の研究であった。
東京帝国大学卒業後に槇山が講師として就任した京都帝国大学理学部地質学鉱物学教室は、同教室の教授として就任することが決まっていた小川琢治と中村新太郎によって立ち上げの準備が進められていたが、折しも第一次世界大戦後でマルク安になっており、貝類関連の貴重な蔵書類を多く購入することができたため、研究資料が豊富であった。さらに平瀬與一郎が設立した平瀬介類博物館が折しも閉館となり、同館で勤務していた黒田徳米が同教室に迎え入れられることとなった。この時に同館の所蔵標本も購入し、化石貝類（槇山）、現生貝類（黒田）それぞれの研究が活発に行われる環境が整った。また京都帝国大学動物学教室の瀧庸も度々同教室を訪れて議論を交わし、この三者が中心となってのちに日本貝類学会が発足することとなった。
京都帝国大学に赴任してからは、静岡県南西部の地層についての層序学、地質学、古生物学的な研究を開始し、これをライフワークとしていた。博士論文のテーマにも静岡県掛川市の地層についての研究を選び、1931年に「Stratigraphy of the Kakegawa Pliocene in Totomi」として発表した。このほか、1963年までに関連する論文は約20編発表され、槇山が早くから注目していた古生態学的手法を交えた解析、国際動物命名規約に則った貝類の命名と分類の整理を行い、のちの貝類研究の基礎となった。
1930年後半からは研究の中心が構造地質の問題に移り、その成果は石油探査や土木工学などの応用分野にも貢献している。槇山の研究手法には推計学など数学的な解析方法も積極的に取り入れられ、その成果は「Tectonomechanics, An Introduction to Structural Analysis of Folded Oil Field Rocks」（1979年）で取りまとめられた。

## 人物
1920年代後半に留学した経験もあり、30代の頃には「新人類」と称されるような人物であったとされる。その様子は、フィールド調査にバイクで向かい、道中のお供にキャラメルを携行する、夏には当時珍しかったショートパンツ姿で講義に臨む、などといった逸話からも窺える。また新しいものへの関心も高く、米寿の祝いに送られたワープロで手紙を書くなどしていた。
一方研究室の扉には、研究に集中するために「面会謝絶」の札が貼られ、気難しく近づきがたい人物であったとも評される。指導者としても、留学先のイギリスで身につけた個人主義を重視し、研究テーマの決定や研究の進め方も学生の自主性を尊重したとされる。そのため学生が相談に行くまではほとんど指導しない「放任」的な雰囲気であったともされるが、一度接すると性格は気さくで、洒脱な語り口で問題点を的確に指摘されたとされる。

## 著書
- 槇山次郎・伊藤貞市・南英一・坪井誠太郎・宮部直巳『地質学及び古生物学　鉱物学及び岩石学 地理学（岩波講座 21）』(1932年、岩波書店)
- 化石生物學（1935年、商務印書館）
- 岩石変成学（1944年、星野書店）
- 古生物学的進化論（1947年、富書店）
- 日本地方地質誌 (4) 中部地方（1950年、朝倉書店）
- 生物の発生から人間まで（1954年、恒星社厚生閣）
- 構造地質学（1956年、朝倉書店）
- 地史学 上下（1959年、朝倉書店）
- 槇山次郎教授記念論文集（1961年、槇山次郎教授退官記念事業会）
- Tectonomechanics, An Introduction to Structural Analysis of Folded Oil Field Rocks（1979年、東海大学出版会）